# بريندا سبنسر
بريندا سبنسر (بالإنجليزية: Brenda Spencer) (و. 1962  م) مجرمة، وسجينة أمريكية كانت أول امرأة تطلق النار في المدرسة في أمريكا.
في 29 يناير 1979، قتلت بريندا سبنسر البالغة من العمر 16 عامًا آنذاك شخصين وأصابت تسعة عندما أطلقت النار على مدرسة جروفر كليفلاند الابتدائية في سان دييغو باستخدام بندقية من عيار 22 أخذتها من منزل عائلتها.
الضحيتان هما المدير بيرتون وراج والحارس مايك سوشار، كما أصيب ثمانية طلاب وضابط شرطة بجروح، أقرت سبنسر بالذنب بارتكاب جريمة قتل واعتداء من الدرجة الأولى بسلاح مميت وحُكم عليها بالسجن مدى الحياة. عندما سُئلت عن سبب قيامها بذلك، قالت: «أنا فقط لا أحب يوم الاثنين». في ذلك الوقت أخبرت المفاوضين أيضًا: «لقد كان من الممتع جدًا رؤية إطلاق النار على الأطفال وقتلهم».
لا تزال سبنسر في السجن رغم جلسات الإفراج المشروط، ولا يزال والديها يعيشان في نفس المنزل، بعد 20 عامًا من هذه الحادثة ادعت سبنسر أن والدها اعتدى عليها جنسيًا.
على الرغم مما قاله المدعي العام السابق للمقاطعة ريتشارد ساكس في حلقة Deadly Women، فإن هياج سبنسر لم يكن «أول قضية إطلاق نار في المدرسة في البلاد، إن لم تكن أول قضية في العالم قبل عام 1979». ومع ذلك، فإن بريندا سبنسر هي أول امرأة تطلق النار في المدرسة في أمريكا، كانت أول حالة قتل مدرسي في أمريكا على يد أندرو كيهو في تفجيرات مدرسة باث عام 1927، وهي مذبحة مدرسة أمريكية دموية أيضًا.